# Guy Chapellier
Pour les articles homonymes, voir Chapellier.
Guy Chapellier est un acteur français. Très actif dans le doublage, il est notamment la voix française régulière de Scott Bakula, Dirk Benedict, Eric Roberts, Nicholas Lea, William Fichtner, Brett Cullen, David James Elliott, Currie Graham, Christopher Cousins et Ted Danson ainsi qu'une des premières voix récurrentes de Jackie Chan, James Woods, Kyle MacLachlan, Treat Williams, Kevin Kline et Ray Wise,.

## Biographie
Après avoir suivi des cours de théâtre et fait ses débuts sur scène, Guy Chapellier s'oriente progressivement vers le doublage pour devenir une voix régulière de ce milieu. Depuis, il est la voix française régulière de Scott Bakula, Eric Roberts, Nicholas Lea, William Fichtner, Brett Cullen, David James Elliott, Currie Graham et Christopher Cousins ainsi qu'une des premières voix récurrentes de Jackie Chan, James Woods, Treat Williams, Kevin Kline et Ray Wise,. 
Il est aussi connu pour avoir été la voix du narrateur dans la série télévisée La Quatrième Dimension, celle de la voiture KITT dans la série télévisée K 2000,, de Templeton « Futé » Peck (Dirk Benedict) dans la série L'Agence tous risques, le général Crix Madine (Dermot Crowley) dans Star Wars, épisode VI : Le Retour du Jedi, Drawd Munbrin, officier impérial responsable du recrutement (Andrew Woodall) dans Solo: A Star Wars Story, Wilhuff Tarkin dans la série Star Wars: The Clone Wars, Lothar Herma (Peter Strauss) in Operation Finale et Howard Stark (John Slattery) dans Avengers: Endgame.
Au sein de l'animation, il est depuis 2005 la voix de Roger et Klaus dans la série American Dad!, celle de l'amiral dans Le Monde de Nemo et est devenu la deuxième voix d'Hadès pour divers médias de la franchise Disney. Présent également dans plusieurs jeux vidéo, il a notamment prêté sa voix au directeur Sharp dans les jeux Batman: Arkham et à divers personnages dans la trilogie Mass Effect (dont au Codex).
Il est aussi voix off, narrant notamment plusieurs documentaires, il fait également la lecture à voix haute de livres audio.

## Théâtre
- Allais-lui-ah ! d'Alphonse Allais
- Des pommes pour Ève de Gabriel Arout
- Monsieur de Falindor de Georges Manoir et Armand Verhylle

## Filmographie

### Cinéma
- 1973 : Bel Ordure de Jean Marbœuf : un voyou
- 1975 : C'est dur pour tout le monde de Christian Gion
- 2007 : L’Île aux trésors d'Alain Berberian : le narrateur

### Télévision

#### Téléfilms
- 1976 : La Berthe de Phillipe Joulia
- 1976 : Le Mal joli de Gilles Grangier
- 1977 : Histoire d'une salamandre de Robert Guez : Cristobal
- 1978 : À l'ombre d'un soupçon de Jean-Marie Marcel : Bob
- 1979 : Ego de Jean-Marie Marcel : Fayard
- 1992 : L'Élixir d'amour de Claude d'Anna

#### Séries télévisées
- 1974 : Valérie : Laurent de Saint-Arnaud (11 épisodes)
- 1975 : Christine : Jeep (1 épisode)
- 1976 : Comme du bon pain : Bernard (mini-série)
- 1977 : Ne le dites pas avec des roses : Alain (1 épisode)
- 1977 : Commissaire Moulin : le curé (saison 1, épisode 7 : Petite Hantise de Robert Guez)
- 1988 : Le Vent des moissons : Alain Scossa (mini-série, épisode 3)
- 1989 : Orages d'été : Didier Morin

## Doublage
Note : Les dates en italique correspondent aux sorties initiales des films auxquels Guy Chapellier a participé lors de redoublages ou de doublages tardifs.

### Cinéma

#### Films
- William Fichtner dans :
  - Heat (1995) : Roger Van Zant
  - Génération Rx (2005) : Bill Stiffle
  - Crazy Night (2010) : Frank Crenshaw
  - Hell Driver (2011) : le comptable
  - Code Name Geronimo (2012) : Guidry
  - Ninja Turtles (2014) : Eric Sachs
  - Independence Day: Resurgence (2016) : le général Joshua T. Adams
  - Horse Soldiers (2018) : le colonel Mulholland
  - Traffik (en) (2018) : Carl Waynewright
  - O. G. (en) (2018) : Danvers
  - Hypnotic (2023) : Lev Dellrayne
  - La Québécoise (2024) : Peter Kinski

- Jackie Chan dans  :
  - Mister Dynamite (1986) : Jackie « le Faucon » Chang
  - Le Marin des mers de Chine 2 (1987) : Dragon Mao (1er doublage)
  - Police Story 2 (1988) : Jackie / Chan Ka-kui (1er doublage)
  - Dragons Forever (1988) : Jackie Lung
  - Big Brother (1989) : « Charlie » Cheng Wah Kuo (1er doublage)
  - Shanghai Kid (2000) : Chon Wang
  - Shanghai Kid 2 (2003) : Chon Wang
  - Le Tour du monde en quatre-vingts jours (2004) : Passepartout / Lau Xing
  - Railroad Tigers (2016) : Ma Yuan
  - Kung Fu Yoga (2017) : Pr Jack Chan

- Kevin Kline dans :
  - The Anniversary Party (2001) : Cal Gold
  - La Maison sur l'océan (2002) : George Monroe
  - Le Club des empereurs (2002) : William Hundert
  - Jiminy Glick in Lalawood (2004) : Kevin Kline
  - Trade (2007) : Ray Sheridan
  - The Extra Man (2010) : Henry Harrison
  - Lilly et l'Oiseau (2021) : Dr Larry Fine

- Scott Bakula dans :
  - Le Maître des illusions (1995) : Harry D'Amour
  - American Beauty (1999) : Jim Olmeyer
  - Mon plus beau rôle (2002) : Bobby Cellini / Buck Steele
  - The Informant! (2009) : l'agent spécial Brian Shepard

- Treat Williams dans :
  - Les Hommes de l'ombre (1996) : le colonel Nathan Fitzgerald
  - Le Fantôme du Bengale (1996) : Xander Drax
  - Hollywood Ending (2002) : Hal Yeager
  - Out of Control (2014) : Robert Grant, le père de Derek

- Richard E. Grant dans :
  - L.A. Story (1991) : Roland Mackey
  - Dracula (1992) : Dr Jack Seward
  - St. Ives (1998) : Farquhar Chevening

- Michael Biehn dans :
  - Rock (1996) : commandant Anderson
  - Megiddo: The Omega Code 2 (en) (2001) : David Alexander
  - Dragon Squad (2005) : Petros Davinci

- Tracy Letts dans :
  - Elvis and Nixon (2016) : John Finlator
  - Pentagon Papers (2018) : Fritz Beebe
  - French Exit (2020) : Franklin Prince (voix)

- Michael Buffer dans :
  - Rien que pour vos cheveux (2008) : Grant Walbridge
  - Creed : L'Héritage de Rocky Balboa (2016) : lui-même
  - Creed 2 (2018) : lui-même

- Victor Garber dans :
  - Renaissances (2015) : Martin O'Neil
  - Rebel in the Rye : Aux origines de l'Attrape-cœurs (2017) : Sol Salinger
  - Ma belle-famille, Noël et moi (2020) : Ted

- James Stewart dans :
  - Monsieur Smith au Sénat (1939[n 1]) : Jefferson Smith
  - La Magie de Lassie (1978) : Clovis Mitchell

- Robert Duvall dans :
  - Le Parrain (1972[n 2]) : Tom Hagen
  - Le Parrain 2 (1974[n 2]) : Tom Hagen

- Charlie Sheen dans :
  - L'Aube rouge (1984) : Matt Eckert
  - Les Indians 2 (1994) : Rick « Wild Thing » Vaughn

- James Woods dans :
  - Il était une fois en Amérique (1984[n 3]) : Maximilian « Max » Bercowicz
  - Virgin Suicides (1999) : Ronald Lisbon

- Kyle MacLachlan dans :
  - Dune (1984) : Paul Atréides
  - Avoue, Fletch (2022) : Ronald Horan

- Cliff De Young dans :
  - Une amie qui vous veut du bien (1985) : George Ryan
  - F/X, effet de choc (1986) : Martin Lipton

- Ed Begley Jr. dans :
  - Transylvania 6-5000 (1985) : Gil Turner
  - Mascots (2016) : A. J. Blumquist

- John Lone dans :
  - Le Dernier Empereur (1987) : l'empereur Puyi
  - Rogue : L'Ultime Affrontement (2007) : Chang

- Bruce Campbell dans :
  - Sundown : La Guerre des vampires (en) (1989) : Robert Van Helsing
  - McHale's Navy (1997) : Virgil

- Eric Roberts dans :
  - Un fusil pour l'honneur  (1989) : Marco Collogero
  - Du miel plein la tête (2018) : Dr Holst

- Tom Sizemore dans :
  - Le Vol de l'Intruder (1991) : Boxman
  - La Liste noire (1991) : Ray Karlin

- James Rebhorn dans :
  - Ombres et Brouillard (1991) : un justicier
  - Real Steel (2011) : Marvin

- Richard Schiff dans :
  - Bodyguard (1992) : Skip Thomas
  - Ray (2004) : Jerry Wexler

- Peter Gallagher dans :
  - Mother's Boys (1993) : Robert Madigan
  - Bad Moms 2 (2017) : Hank, le père d'Amy

- Steven Culp dans :
  - James et la Pêche géante (1996) : le père de James
  - Treize Jours (2000) : Bob Kennedy

- Colm Feore dans :
  - Volte-face (1997) : Dr Malcolm Walsh
  - Greta (2018) : Chris McCullen

- Gary Oldman dans :
  - Manipulations (2000) : Sheldon Runyon
  - Péché immortel (2003) : Charlie Strom

- Bill Pullman dans :
  - Le Bon Numéro (2000) : l'inspecteur Pat Lakewood
  - Battle of the Sexes (2017) : Jack Kramer

- Billy Bob Thornton dans :
  - Intolérable Cruauté (2003) : Howard D. Doyle
  - Bad News Bears (2005) : Morris Buttermaker

- Tim Bagley dans :
  - En cloque, mode d'emploi (2007) : Dr Pellagrino
  - 40 ans : Mode d'emploi (2013) : Dr Pellagrino

- Richard Jenkins dans :
  - Sexe entre amis (2011) : M. Harper
  - L. B. Johnson, après Kennedy (2016) : le sénateur Richard Russell

- Wolf Blitzer dans :
  - Skyfall (2012) : Wolf Blitzer
  - Shazam! La Rage des Dieux (2023) : Wolf Blitzer

- Nicholas Jones dans :
  - War Machine (2017) : Waddle
  - My Lady (2017) : le professeur Rodney Carter

- Andrew Woodall dans :
  - Solo: A Star Wars Story (2018) : l'officier impérial Drawd Munbrin
  - 303 Squadron (2018) : Thomas Jones

- 1941 : L'Homme de la rue : voix additionnelles
- 1942 : Gentleman Jim : James J.Corbett (Errol Flynn)
- 1949[n 4] : Les Désemparés : Martin Donnelly (James Mason)
- 1950[n 4] : En plein cirage : Humphrey Briggs (Eddie Albert)
- 1954[n 5] : L'Étrange Créature du lac noir : Dr Mark Williams (Richard Denning)
- 1963 : La Grande Évasion : voix additionnelle
- 1969 : Les Anges du Faubourg : Robbie (William Elliott)
- 1973[n 6] : Mean Streets : Charlie Cappa (Harvey Keitel)
- 1974[n 7] : La Tour infernale : le sénateur Gary Parker (Robert Vaughn)
- 1974 : La Chasse sanglante : Ken (Peter Fonda)
- 1976 : Deux Super-flics : Geronimo / John Philip Forsythe de la Dynastie (Luciano Rossi)
- 1976 : L'Ombre d'un tueur : Angelo (Massimo Ranieri)
- 1976 : Flics en jeans : Gargiulo (Raf Lucas)
- 1976 : Network : Main basse sur la télévision : l'avocat de Network (Lance Henriksen)
- 1977 : L'Espion qui m'aimait : voix additionnelles
- 1978 : Le Jeu de la mort : Steiner (Hugh O'Brian)
- 1978 : Fedora : Barry Detweiler jeune (Stephen Collins)
- 1979 : Elle : David Henley (Sam J. Jones)
- 1979 : Meurtres en cascade : Richard Peabody (John Glover)
- 1979 : Le Putsch des mercenaires : McAllister (Chris Chittell)
- 1980 : Le Lagon bleu : Richard (Christopher Atkins)
- 1980 : Les Chiens de guerre : Kimba (Ilario Bisi-Pedro)
- 1980 : Au-delà de la gloire : Vinci (Bobby Di Cicco) (1er doublage)
- 1980 : Le Gang des frères James : John Younger (Kevin Brophy (en))
- 1981[n 8] : Le Bateau : le premier lieutenant (Hubertus Bengsch)
- 1981 : Les Chariots de feu : Charley Paddock (Dennis Christopher)
- 1981 : Le Solitaire : le docteur (J. Jay Saunders)
- 1981 : La Folle Histoire du monde : un des disciples de Jésus Christ (Earl Finn)
- 1982 : Les cadavres ne portent pas de costard : lui-même (Cary Grant) (images d'archives)
- 1982 : À armes égales : Toshio Yoshida (Sab Shimono)
- 1982 : Les Croque-morts en folie : Chuck Lumley (Henry Winkler)
- 1982 : Halloween 3 : Charlie (Loyd Catlett)
- 1983 : Star Wars, épisode VI : Le Retour du Jedi : le général Crix Madine (Dermot Crowley)
- 1983 : Monty Python : Le Sens de la vie (Eric Idle)
- 1983 : Risky Business : Barry (Bronson Pinchot)
- 1983 : L'Héritier de la Panthère rose : sergent Clifton Sleigh (Ted Wass)
- 1984 : Les Griffes de la nuit : le prêtre (Jack Shea)
- 1984 : Les Aventures de Buckaroo Banzaï à travers la 8e dimension : New Jersey (Jeff Goldblum)
- 1984 : Le Bounty : David Nelson (Simon Chandler)
- 1984 : La Belle et l'Ordinateur : Frank (Alan Polonsky)
- 1984 : Firestarter : le capitaine Hollister (Martin Sheen)
- 1984 : Le Palace en délire : Cole Whittier (Robert Prescott)
- 1984 : 1984 : la retranscription du texte au début du film
- 1984 : Maria´s Lovers : Ivan Bibic (John Savage)
- 1985 : Allan Quatermain et les Mines du roi Salomon : Allan Quatermain (Richard Chamberlain)
- 1985 : La Promise : Clerval (Anthony Higgins)
- 1986 : Platoon : lieutenant Wolfe (Mark Moses)
- 1986 : Zapped! : Barney Springboro (Scott Baio)
- 1986 : Gung Ho, du saké dans le moteur : Willie (John Turturro)
- 1986 : Howard... une nouvelle race de héros : un policier
- 1987 : Police Academy 4 : Aux armes citoyens : l'officier Eugene Tackleberry (David Graf)
- 1988 : L'Amour à quatre temps : Sam Manners (Jeff Daniels)
- 1988 : La Dernière Tentation du Christ : voix additionnelles
- 1988 : Un poisson nommé Wanda : Hutchison (Stephen Fry)
- 1989 : Permis de tuer : James Bond (Timothy Dalton)
- 1989 : Kickboxer : Kurt Sloane (Jean-Claude Van Damme)
- 1989 : L'Oncle Buck : Bob Russell (Garrett M. Brown)
- 1989 : Le sapin a les boules : Todd Chester (Nicholas Guest (en))
- 1989 : Class of 1999 : Le technicien Spencer (James McIntire)
- 1990 : Men at Work : Jack Berger (Darrell Larson)
- 1990 : RoboCop 2 : Donald Johnson (Felton Perry)
- 1990 : Présumé Innocent : Nico Della Guardia, dit « Délai » (Tom Mardiriosan)
- 1990 : Gremlins 2 : La Nouvelle Génération : un des clients de la chaîne de restauration de l'immeuble (Jerry Goldsmith) (caméo)
- 1990 : Miller's Crossing : « Tic-Tac » (Al Mancini)
- 1990 : Les Martiens !  : le shérif Sam Hoxly (Douglas Barr)
- 1991 : Un crime dans la tête : Ty Hedison (Charles Rocket)
- 1991 : Bienvenue au club : Ray (Ken Olin)
- 1991 : The Fisher King : Le Roi pêcheur : le clochard chanteur de cabaret (Michael Jeter)
- 1992 : Cool World : Jack Deebs (Gabriel Byrne)
- 1992 : Bruits de coulisses : Garry Lejeune / Roger Tramplemain (John Ritter)
- 1993 : L'Affaire Karen McCoy : Roy Sweeney (Nick Searcy)
- 1993 : Le Concierge du Bradbury : Gary Taubin (Patrick Breen)
- 1994 : Milliardaire malgré lui : M. Patel (Ranjit Chowdhry)
- 1994 : Danger immédiat : un agent pris dans la fusillade [Qui ?]
- 1995 : Une journée en enfer : l'inspecteur Walter Cobb (Larry Bryggman)
- 1995 : Apollo 13 : Neil Armstrong (Mark Wheeler)
- 1995 : Jackie Chan dans le Bronx : l'oncle Bill (Bill Tung)
- 1996 : Le Dortoir des garçons : le professeur (Marty McDonough)
- 1996 : Beautiful Girls : Willie Conway (Timothy Hutton)
- 1996 : Baseketball : lui-même (Kenny Wayne)
- 1996 : Pour l'amour de l'art : Evan Marsh (Stephen Dillane)
- 1997 : Space Jam : le présentateur télé
- 1997 : Air Force One : le deuxième pilote (Tony Boldi)
- 1997 : Masterminds : Miles (Bradley Whitford)
- 1998 : Blues Brothers 2000 : « Blue » Lou Marini (saxophone) (Lou Marini)
- 1998 : Ennemi d'État : Jerry Miller (James LeGros)
- 1999 : Fight Club : Thomas (David Andrews)
- 1999 : Dick : Les Coulisses de la présidence : Bob Woodward (Will Ferrell)
- 1999 : Prémonitions : voix additionnelles
- 2001 : Vacances sous les tropiques : Harrison Stewart (Markus Flanagan)
- 2001 : L'Homme d'Elysian Fields : Nigel (Michael Des Barres)
- 2002 : Un homme d'exception : le capitaine du Pentagone (Thomas F. Walsh)
- 2002 : Jason X : Pr Lowe (Jonathan Potts)
- 2002 : Monsieur Schmidt : John Rusk (Harry Groener)
- 2002 : Wishcraft : le père de Brett (Sam McMurray)
- 2002 : La Mémoire dans la peau: Marshall (David Selburg)
- 2004 : Rendez-vous avec une star : Henry Futch (Gary Cole)
- 2004 : Scooby-Doo 2 : Les monstres se déchaînent : Scooby Brainiac (J. P. Manoux)
- 2004 : L'Armée des morts : CJ (Michael Kelly)
- 2004 : Cinq enfants et moi : le père (Alex Jennings)
- 2005 : Baby-Sittor : le capitaine Bill Fawcett (Chris Potter)
- 2005 : King Kong : Weston (David Pittu)
- 2005 : Braqueurs amateurs : Oz Peterson (Carlos Jacott)
- 2005 : Munich : voix additionnelle
- 2005 : V pour Vendetta : le père de Valerie Page ( ? )
- 2006 : Chronique d'un scandale : Sandy Pabblem (Michael Maloney[réf. souhaitée]
- 2006 : Scary Movie 4 : M. Koji (Henry Mah)
- 2006 : La Nuit au musée : la Statue de l'île de Pâques (voix) (Brad Garrett)
- 2007 : Dangereuse Séduction : Senateur Sachs (Gordon MacDonald)
- 2007 : La Revanche des losers : KITT (William Daniels) (voix)
- 2007 : Hitman : le directeur McRay (Paul Bandey)
- 2008 : Intraçable : David Williams (Christopher Cousins)
- 2008 : Cœur d'encre : Fenoglio (Jim Broadbent)
- 2009 : La Proposition : le président Chairman Bergen (Michael Nouri)
- 2009 : Ninja : l'inspecteur Traxler (Todd Jensen)
- 2009 : La Montagne ensorcelée : voix additionnelles
- 2009 : In the Air : le manager à San Francisco (Jerry Vogel)
- 2010 : The Social Network : Gage (David Selby)
- 2010 : Love, et autres drogues : Dr Knight (Hank Azaria)
- 2010 : L'Agence tous risques : le prisonnier Pensacola (Dirk Benedict) (scène post-générique)
- 2010 : Légion : L'Armée des anges : Howard Anderson (John Tenney)
- 2011 : Pirates des Caraïbes : La Fontaine de Jouvence : John Carteret (Anton Lesser)
- 2011 : Transformers 3 : La Face cachée de la Lune : lui-même en images d'archives (John Fitzgerald Kennedy) et joué par Brett Stimely
- 2011 : Le Stratège : John Henry (Arliss Howard)
- 2011 : Wu Xia : ? ( ? )
- 2012 : Millénium : Les Hommes qui n'aimaient pas les femmes : Hans-Erik Wennerström (Ulf Friberg)
- 2012 : Jason Bourne : L'Héritage : Dr Donald Foite (Željko Ivanek)
- 2012 : Lincoln : Asa Vintner Litton (Stephen Spinella)
- 2012 : God Bless America : Frank Murdoch (Joel Murray)
- 2013 : Parkland : Richard Stolley (Jeffrey Schmitt)
- 2013 : Coup de foudre à Austenland : le colonel Andrews (James Callis)
- 2014 : Up and Down : Chris (Sam Neill)
- 2015 : Truth : Le Prix de la vérité : Marcel Matley (Nicholas Hope)
- 2016 : Premier Contact : Dr Kettler (Frank Schorpion)
- 2018 : Operation Finale : Lothar Herma (Peter Strauss)
- 2018 : Mère incontrôlable à la fac : Dan Miles (Matt Walsh)
- 2019 : Avengers: Endgame : Howard Stark (John Slattery)
- 2019 : Midsommar : Elder (Vilmos Kolba)
- 2019 : Wedding Nightmare : Tony Le Domas (Henry Czerny)
- 2020 : Scandale : Neil Mullin (Stephen Root)
- 2020 : The Boys in the Band : Alan (Brian Hutchison)
- 2020 : Horse Girl : le docteur (David Paymer)
- 2021 : Il Divin Codino : L'art du but par Roberto Baggio : Arrigo Sacchi (Antonio Zavatteri (it))
- 2022 : Master : Brian (Bruce Altman)
- 2022 : Les Nuits de Mashhad : le procureur (Farhad Faghih Habibi)
- 2023 : Wonka : le père Julius (Rowan Atkinson)
- 2023 : The Wandering Earth 2 : Zhou Zhezhi (Li Xuejian (en))
- 2025 : Materialists : le père de Harry (Emiliano Díez (en))

#### Films d'animation
- 1955[n 9] : La Belle et le Clochard : Jim Chéri (2e doublage)
- 1959[n 10] : La Belle au bois dormant : le prince Philippe (2e doublage, voix parlée uniquement)
- 1980[n 11] : Cyborg 009 : Poil de Carotte / 002
- 1981 : Métal hurlant : Ard et le copilote
- 1982[n 12] : Les Mille et Un Contes de Bugs Bunny :  Henri la cigogne
- 1982 : Brisby et le Secret de NIMH : Justin
- 1989[n 13] : Patlabor : Goto et Sakaki
- 1990 : Bernard et Bianca au pays des kangourous : Red
- 1993[n 14] : Patlabor 2 : Goto et Sakaki
- 1994 : Street Fighter II, le film : Ryu
- 1998 : Le Roi lion 2 : L'Honneur de la tribu : Scar
- 1998 : La Légende de Brisby : Justin
- 2000 : Joseph, le roi des rêves : Siméon
- 2001 : Final Fantasy : Les Créatures de l'esprit : le général Hein[n 15]
- 2001 : La Cour de récré : Vive les vacances ! : Dr Philliam « Phil » Benedict[n 15]
- 2001 : Mickey, la magie de Noël : Hadès
- 2002 : Mickey, le club des méchants : Hadès
- 2002 : Huit nuits folles d'Adam Sandler : le maire Dewey
- 2003 : Le Monde de Nemo : l'amiral
- 2005 : Chicken Little : le commentateur
- 2006 : Cars : Van, le touriste égaré
- 2007 : Bee Movie : Drôle d'abeille : Freddy
- 2007[n 16] : Evangelion 1.0 : You Are (Not) Alone : Kozo Fuyuzuki (2e doublage)
- 2009[n 16] : Evangelion 2.0 : You Can (Not) Avance : Kozo Fuyuzuki (2e doublage)
- 2010 : Tom et Jerry : Élémentaire, mon cher Jerry : Sherlock Holmes
- 2011 : Les Aventures de Tintin : Le Secret de La Licorne : voix additionnelles
- 2012[n 16] : Evangelion 3.0 : You Can (Not) Redo : Kozo Fuyuzuki (2e doublage)
- 2013 : Tarzan : Jim Porter

### Télévision

#### Téléfilms
- Eric Roberts dans :
  - Dark Angel (1996) : Walter D'Arcangelo
  - Les Dessous du crime (1998) : Henry Smovinsky
  - Tueur en cavale (1999) : Tony Lazorka / John Dugan
  - L'Enfer de verre (1999) : Dean McConnell
  - Vacances de tueurs (2000) : M. Eddie
  - L'Homme traqué (2000) : James Gabriel
  - Trop de chance pour la racaille (2000) : Carlo
  - Les Trois Mousquetaires (2000) : Augustus Talbert
  - SOS Vol 534 (2001) : l'officier supérieur Mike Hogan
  - Stiletto Dance (2001) : Kit Adrian
  - Wrong Number (2002) : Josh Grey
  - Dérive fatale (2002) : Jimmy Scalzetti
  - Aux limites de la passion (2006) : Joe
  - Menace sur Washington (2008) : William Krieg
  - Dès le premier regard (2009) : Mitchell Prescott
  - Crimes of the Past (2010) : Robert Byrne
  - Le Droit à l'amour (2010) : Benjamin Sheffield
  - Mon dangereux colocataire (2016) : Floyd

- Scott Bakula dans (9 téléfilms) :
  - Nowhere to Hide (1994) : Kevin Nicholas
  - Le Père célibataire (1996) : Jake Henry
  - Net Force (1999) : Alex Michaels
  - In the Name of the People (2000) : John Burke
  - Mon ami Sam (2000) : George Graham Vest
  - Adieu soleil (2000) : Grins Jenkins
  - À l'épreuve de l'amour (2001) : Nick
  - Girls in the City : Affaires de femmes (2001) : Paul Morgan
  - Les Flammes du passé (2007) : John Minger

- David James Elliott dans :
  - Un noël inoubliable (1996) : Steve Mason
  - Le Tueur du vol 816 (2003) : inspecteur Kurt Novack
  - Rendez-moi mon mari ! (2005) : Terry Evanshen
  - Love Sick: Secrets of a Sex Addict (2008) : Rick Hudson
  - Opération chaos (2009) : Alex Kittner
  - Le Cœur de la famille (2010) : Ben Westman
  - Intime conviction (2010) : Michael Peyton
  - La Prophétie de l'oracle (2010) : John Serragoth

- Treat Williams dans :
  - J. Edgar Hoover (1987) : J. Edgar Hoover
  - Drug Wars: The Camarena Story (1990) : Ray Carson
  - Changement de décors (1996) : Michael Ovitz
  - 36 heures pour mourir (1999) : Noah Stone
  - Voyage au centre de la Terre (1999) : Theodore Lytton

- Gregory Harrison dans :
  - Au pair 2 (2001) : Oliver Caldwell
  - Croqueuse d'hommes (2009) : Teddy Alpert
  - Temps nuageux avec risque d'amour (2014) : Grant
  - Romance secrète à Noël (2016) : Tom

- Robert Hays dans :
  - Honeymoon Academy (1989) : Sean
  - L'Invasion des abeilles tueuses (1995) : Chad Ingram
  - The Abduction (1996) : Paul Olavsky

- Jan-Michael Vincent dans :
  - Alienator (1990) : le commandant
  - Demonstone (1990) : Andre Buck
  - Évasion mortelle (1993) : Cody Grant

- James Woods dans :
  - The Boys (1991) : Walter Farmer
  - Next Door (1994) : Matt Coler
  - Le Silence des innocents (1995) : Danny Davis

- Jack Scalia dans :
  - Protection rapprochée (en) (1994) : Constantine « Connie » Harper
  - Morsures mortelles (1999) : Max Farrington
  - Le chien qui a sauvé Noël (2012) : Tony Rowe

- Peter Outerbridge dans :
  - Escape from Mars (1999) : John Rank
  - Chasseurs de frissons (1999) : Felder
  - La Voix du succès (2000) : Roger Deacon
  - L'Héritage de la passion (2005) : Gordon Wintrob

- Christopher Cousins dans :
  - Une leçon de courage (2004) : John Oaks
  - Roman noir : Injection mortelle (2005) : Adam
  - Kate et William : Quand tout a commencé... (2011) : Michael Middleton

- Nicholas Lea dans :
  - Un amour vulnérable (2005) : Patrick Carlson / Jeff Watkins
  - Cyclone Catégorie 7 : Tempête mondiale (2005) : Monty Veers
  - Nicole et Martha (2009) : l'inspecteur Velez

- Currie Graham dans :
  - Grain de sable (2006) : Victor Sandeman
  - Pour sauver ma fille (2006) : John
  - Stargate : L'Arche de vérité (2008) : James Marrick

- Michael Nouri dans :
  - Un plan diabolique (2012) : Phil
  - Le Labyrinthe de l'injustice (2013) : Galen Anderson
  - Rendez-moi mon bébé (2014) : le sénateur Worthington

- Christoph Waltz dans :
  - Danger corruption (1990) : Dr Hans-Joachim Dorfmann
  - The Gravy Train Goes East (1991) : Hans-Joachim Dorfmann

- Brett Cullen dans :
  - Légitimes défenses (2004) : Sam Penny
  - Le Crash du vol 323 (2004) : Robert « Hub » Weber

- Brad Davis dans :
  - The Plot to Kill Hitler (1990) : le comte Claus von Stauffenberg
  - When the Time Comes (1987) : Dean

- Bruce Dinsmore dans :
  - Prête à tout pour réussir (2020) : Gavin
  - Contamination : la menace venue d'ailleurs (2008) : Peter Whitefield

- Alex McArthur dans :
  - Desperado (1987) : Duell McCall
  - Le Secret du manoir (2000) : Steven Warren

- Adrian Pasdar dans :
  - Mutinerie (1999) : Lt. Maravich
  - L'Esprit d'équipe (2002) : Eric Harrison

- Terence Kelly dans :
  - Le Train de Noël (2017) : Higgins
  - L'Héritière de Noël (2020) : Wyatt Mooney

- 1977 : Horizons en flammes : Dr Alex Wilson (Alex Cord)
- 1979 : Canned Laughter : Robert Box / Dave Perry / M. Marshall (Rowan Atkinson)
- 1981 : La Chartreuse de Parme : le comte Pietranera (Heiner Lauterbach)
- 1985 : Le Couteau sur la nuque : Ronald Marsh (Bill Nighy)
- 1988 : Higher Ground : Jim Clayton (John Denver)
- 1988 : Extrême violence : Agent Gordon McNeill (Doug Sheehan)
- 1990 : Galacticop : Inspecteur Kaminsky (Mark Harelik)
- 1991 : Immortal Sins : Mike (Cliff De Young)
- 1991 : Heaven Is a Playground : David Racine (Richard Jordan)
- 1992 : New York, alerte à la peste : Dr Jake Prescott (Jeffrey Nordling)
- 1992 : Indecency : Mick Clarkson (James Remar)
- 1993 : La Chaîne brisée : Sir William Johnson (Pierce Brosnan)
- 1993 : Curacao : Stephen Guerin (William Petersen)
- 1993 : A Dangerous Woman : Steve (John Terry)
- 1995 : Bye Bye Birdie : Albert J. Peterson (Jason Alexander)
- 1995 : Au-dessus de tout soupçon : Brad Cunningham (Ken Olin)
- 1995 : Texas Justice : Thomas Cullen Davis (Peter Strauss)
- 1995 : O.P. Center : alerte rouge : Bob Herbert (John Savage)
- 1996 : Dead Man's Island : Lyle Stedman (Jameson Parker)
- 1997 : L'Homme de minuit : John Larkin / Sam Ellis (Timothy Hutton)
- 1997 : Au nom de toutes les femmes : David Anneken (Fredric Lehne)
- 1997 : Face Down : le lieutenant Coop Cooper (Peter Riegert)
- 1998 : Naked Lies : Mitch Kendall (Jay Baker)
- 1998 : Les Rois de Las Vegas : Bobby Kennedy (Željko Ivanek)
- 1998 : Moby Dick : Starbuck (Ted Levine)
- 1999 : L'Extravagante Madame Pollifax : Mason (Todd Boyce)
- 1999 : Déchéance : Otto Preminger (Maria Brandauer Klaus)
- 1999 : Les Yeux du cœur : Gregory Pavan (D. W. Moffett)
- 1999 : Destins confondus : Darryl (James McCaffrey)
- 1999 : Cléopâtre : Jules César (Timothy Dalton)
- 2001 : La Justice des hommes : David Pastorov (Paul Rhys)
- 2002 : Opération antisèche : Mr Davis (Griffin Dunne)
- 2002 : Meurtre à Greenwich : Mark Fuhrman (Christopher Meloni)
- 2003 : Dans la grotte de Batman : Adam West / Batman (Jack Brewer)
- 2003 : Eloïse, déluge au Plaza : M. Peabody (Victor A. Young)
- 2006 : Collision fatale : Victor Stevens (Dirk Benedict)
- 2009 : Un regard sur le passé : Sam Bridgewater (Joel Murray)
- 2010 : Geliebte Familie : Russel Boyd (Jürg Löw)
- 2011 : Pour les yeux de Taylor : Graham Bennett (Tom Everett)
- 2012 : Code Name : Geronimo : M. Guidry (William Fichtner)
- 2013 : Un chien pour Noël : Thorne (Ron Lea)
- 2014 : Femmes en révolte : Theo Schlikker (Sky du Mont)
- 2016 : Madoff : L'Arnaque du siècle : Gary Flumenbaum (Bruce Altman)
- 2016 : L'Instinct d'une mère : Gerald (Martin Cummins)
- 2017 : Le Mariage de ma meilleure amie : Henry Tilton (Malcolm Stewart)
- 2018 : Noël parfait pour couple imparfait : George MacAllen (Gary Brennan)
- 2018 : Liaison dangereuse avec mon professeur : Ned (Chris Pentzell)
- 2018 : Le Courrier de Noël : Ted (Michael Gross)
- 2018 : Un homme chanceux : Oberst Bjerregrav (Paul Hüttel)
- 2018 : Un Noël royal : Dan Carson (Michael Paré)
- 2018 : Mère incontrôlable à la fac : Dan (Matt Walsh)
- 2019 : Prise au piège chez moi : Pr Moodley (Harwood Gordon)
- 2019 : Un baiser pour Noël : Robert (Bruce MacVittie)
- 2022 : Trahie par ma meilleure amie : Chester (Eric Fink)
- 2022 : Noël à Broadway ! : M. Matthews (Michael Brian Dunn)

#### Séries télévisées
- Scott Bakula dans :
  - Code Quantum (1989-1993) : Dr Samuel « Sam » Beckett (97 épisodes)
  - Murphy Brown (1993-1996) : Peter Hunt (13 épisodes)
  - Le Retour des envahisseurs (1995) : Nolan Wood (mini-série)
  - Mr. et Mrs Smith (1996-1997) : Mr Smith (13 épisodes)
  - Star Trek: Enterprise (2001-2005) : le capitaine Jonathan Archer (97 épisodes)
  - Old Christine (2006-2010) : Jeff Hunter (4 épisodes)
  - Boston Justice (2008) : Jack Ross (saison 4, épisode 13)
  - Chuck (2009-2010) : Stephen J. Bartowski (7 épisodes)
  - Desperate Housewives (2012) : Trip Weston (saison 8, épisodes 19 à 23)
  - New York, unité spéciale (2012) : Kent Webster (saison 14, épisode 7)
  - Mon oncle Charlie (2013) : Jerry Cadillac (saison 10, épisode 20)
  - Looking (2014-2015) : Lynn (8 épisodes)
  - NCIS : Enquêtes spéciales (2014-2017) : l'agent spécial Dwayne « King » Pride (4 épisodes)
  - NCIS : Nouvelle-Orléans (2014-2021) : l'agent spécial Dwayne « King » Pride (155 épisodes)
  - Philadelphia (2017[n 17]) : lui-même (saison 12, épisode 1)
  - What We Do in the Shadows (2021) : lui-même (saison 3, épisode 7)

- Brett Cullen dans :
  - Walker, Texas Ranger (2001) : Pete Drayton (saison 9, épisode 15)
  - Lost : Les Disparus (2005-2008) : Goodwin Stanhope (4 épisodes)
  - Three Rivers (2009) : Carson (saison 1, épisode 2)
  - Justified (2010) : Greg Davis (saison 1, épisode 6)
  - The Gates (2010) : Frank Buckley (6 épisodes)
  - 90210 Beverly Hills : Nouvelle Génération (2010) : M. Sullivan (saison 3, épisode 11)
  - Body of Proof (2012) : le capitaine Perkins (saison 2, épisode 12)
  - FBI : Duo très spécial (2012) : l'agent Patterson (saison 4, épisodes 3 et 4)
  - Devious Maids (2013-2015) : Michael Stappord (26 épisodes)
  - Esprits criminels (2014) : le pasteur Justin Mills (saison 9, épisodes 23 et 24)
  - Under the Dome (2014-2015) : Don Barbara (6 épisodes)
  - Reine du Sud (2017) : Brett Van Awken (7 épisodes)
  - Truth Be Told : Le Poison de la vérité (2019-2020) : Warren Cave (7 épisodes)
  - Blacklist (2019-2021) : Ilya Koslov dit « l'Étranger » (8 épisodes)

- Currie Graham dans :
  - New York Police Blues (2004-2005) : Thomas Bale (20 épisodes)
  - Desperate Housewives (2005-2007) : Ed Ferrara (9 épisodes)
  - Men in Trees : Leçons de séduction (2007-2008) : Richard Ellis (10 épisodes)
  - Lie to Me (2009) : Eric Kuransky (saison 1, épisode 11)
  - Castle (2010) : Stanford Raynes (saison 2, épisode 19)
  - Dark Blue : Unité infiltrée (2010) : Jack Sutton (saison 2, épisode 7)
  - Private Practice (2010) : Ryan Mason (saison 4, épisode 1)
  - Facing Kate (2011) : John Marsden (saison 1, épisode 6)
  - Suits : Avocats sur mesure (2011) : le juge Donald Pearl (saison 1, épisode 2)
  - Grimm (2011) : Frank Rabe (saison 1, épisode 2)
  - Drop Dead Diva (2012) : Simon Grundy (saison 4, épisode 10)
  - Arrow (2012) : Derek Reston / le Roi (saison 1, épisode 6)
  - The Glades (2013) : Pruitt Wolcott (saison 4, épisode 2)

- Nicholas Lea dans :
  - X-Files : Aux frontières du réel (1994-2002) : Alex Krycek (23 épisodes)
  - Andromeda (2003-2004) : Tri-Lorn (4 épisodes)
  - Les Experts (2004) : Chris Bezich (4 épisodes)
  - Kyle XY (2006-2009) : Tom Foss (26 épisodes)
  - Burn Notice (2010) : Quinn Luna (saison 3, épisode 7)
  - Les Experts : Miami (2010) : Donald Newhouse (saison 8, épisode 14)
  - V (2010-2011) : Joe Evans (5 épisodes)
  - Supernatural (2012) : Eliot Ness (saison 7, épisode 12)
  - Once Upon a Time (2012) : Michael Tillman (saison 1, épisode 9)
  - King and Maxwell (2013) : Theo Bancroft (épisode 4)
  - The Killing (2013) : Dale Daniel Shannon (5 épisodes)
  - Take Two, enquêtes en duo (2018) : Marcus Cutler (épisode 12)

- Michael Nouri dans :
  - Newport Beach (2004-2007) : Dr Neil Roberts (19 épisodes)
  - Brothers and Sisters (2007) : Milo Peterman (3 épisodes)
  - Damages (2007-2011) : Phil Grey (20 épisodes)
  - FBI : Portés disparus (2007) : Byron Carlton (saison 6, épisode 5)
  - NCIS : Enquêtes spéciales (2008-2013) : le directeur du Mossad Eli David (7 épisodes)
  - Privileged (2008) : Miles Franklin (épisode 11)
  - American Wives (2009-2010) : le général Walter Ludwig (4 épisodes)
  - Dr House (2011) : Thad Barton (saison 8, épisode 4)
  - Body of Proof (2013) : Daniel Russo (saison 3, épisode 4)
  - Blue Bloods (2016) : Nick Constantine (saison 6, épisode 18)
  - American Crime Story (2018) : Norman Blachford (saison 2, 2 épisodes)
  - Yellowstone (2018-2021) : Bob Schwartz (9 épisodes)

- Christopher Cousins dans :
  - Roman noir (2005) : Adam (épisode 5)
  - Breaking Bad (2009-2012) : Ted Beneke (13 épisodes)
  - Esprits criminels (2009) : Dr Barton (saison 5, épisode 1)
  - US Marshals : Protection de témoins (2010) : Vince Anderson / Vince Jordan (saison 3, épisode 12)
  - Body of Proof (2011) : Dr David Cryer (saison 2, épisode 8)
  - Mentalist (2013) : Jason Lennon (saison 5, épisodes 16 et 18)
  - Castle (2013) : Nolan Burns (saison 6, épisode 6)
  - Revolution (2013-2014) : Victor Doyle (7 épisodes)
  - Vampire Diaries (2014-2015) : Joshua Parker (4 épisodes)
  - Harry Bosch (2016) : Martin Weiss (4 épisodes)
  - UnReal (2016-2018) : Gary (10 épisodes)

- David James Elliott dans :
  - JAG (1995-2005) : le capitaine Harmon « Harm » Rabb, Jr. (227 épisodes)
  - Close to Home : Juste Cause (2006-2007) : James Conlon (22 épisodes)
  - The Guard : Police maritime (2008) : David Renwald (7 épisodes)
  - Opération Chaos (2009) : Alex Kiitner (mini-série)
  - La Prophétie de l'oracle (2009) : John Serragoth (mini-série)
  - La Tempête du siècle (2009) : le général Wilson Braxton (mini-série)
  - Les Experts : Manhattan (2011) : l'agent du FBI Russ Josephson (saison 7, épisodes 11 et 18)
  - Secrets and Lies (2016) : le major Bryant (7 épisodes)
  - La Méthode Kominsky (2019) : William (saison 2, épisode 1)
  - Spinning Out (2020) : James Davies (10 épisodes)

- Ray Wise dans :
  - Walker, Texas Ranger (1994) : Garrett Carlson (saison 2, épisode 23)
  - 24 Heures chrono (2006) : le vice-président Hal Gardner (6 épisodes)
  - Bones (2006) : Rick Turco (saison 2, épisode 1)
  - New York, unité spéciale (2007) : Roger Hanley (saison 8, épisode 13)
  - Numbers (2009) : Mitch Langford (saison 5, épisode 15)
  - Drop Dead Diva (2009) : Frank Dodd (saison 1, épisode 11)
  - Dollhouse (2009) : Howard Lipman (saison 2, épisode 6)
  - Mad Men (2010) : Ed Baxter (1re voix - saison 4, épisode 11)

- Eric Roberts dans :
  - Le Monde des ténèbres (2000-2001) : lui-même
  - New York, unité spéciale (2001) : Sam Winfield (saison 2, épisode 13)
  - Les Experts : Miami (2005) : Ken Kramer (saison 3, épisode 23)
  - The L Word (2006-2007) : Gabriel McCutcheon (3 épisodes)
  - New York, section criminelle (2008) : Roy Hubert (saison 7, épisode 13)
  - Heroes (2007-2010) : Eric Thompson (7 épisodes)
  - The Cleaner (2008) : Ray Crin (épisode 5)
  - Burn Notice (2011) : Reed Perkins (saison 5, épisode 18)

- Conor O'Farrell dans :
  - Les Experts : Miami (2002) : Charlie Berenger (saison 1, épisode 2)
  - Médium (2005-2008) : Larry Watt (6 épisodes)
  - The Unit : Commando d'élite (2006-2007) : le major-général Heath (4 épisodes)
  - Lie to Me (2010) : Bernard Dillon (3 épisodes)
  - The Pacific (2010) : Dr Sledge (4 épisodes)
  - Game of Silence (2016) : Roy Carroll (10 épisodes)

- Rowan Atkinson dans :
  - La Vipère noire (1982-1983) : Edmund Blackadder, le duc d'Edimbourg
  - Mr Bean (1990-1995) : Mister Bean
  - Maigret (2016-2017) : le commissaire Jules Maigret
  - Seul face à l'abeille (2022) : Trevor (10 épisodes)

- James Callis dans :
  - Battlestar Galactica (2004-2009) : Dr Gaius Baltar (73 épisodes)
  - Numb3rs (2009) : Mason Duryea (saison 5, épisode 23)
  - Eureka (2010-2012) : Dr Trevor Grant (10 épisodes)
  - Merlin (2011) : Borden (saison 4, épisode 4)

- Gregory Harrison dans :
  - Joey (2005-2006) : Dean (5 épisodes)
  - Reckless : La Loi de Charleston (2014) : Decatur « Dec » Fortnum (13 épisodes)
  - Rizzoli and Isles (2015-2016) : Ron Hanson (6 épisodes)
  - Chesapeake Shores (2017-2022) : Thomas O'Brien (16 épisodes)

- Ted Danson dans :
  - Les Experts (2011-2013) : Diebenkorn « D.B. » Russell (1re voix, saisons 12 et 13)
  - Les Experts : Manhattan (2013) : Diebenkorn « D.B. » Russell (saison 9, épisode 15)
  - Fargo (2015) : le shérif Hank Larsson (saison 2)
  - Espion à l'ancienne (depuis 2024) : Charles

- Jack Scalia dans :
  - Flics à Hollywood (1985) : l'inspecteur Nick McCarren (14 épisodes)
  - Tequila et Bonetti (1992) : l'inspecteur Nick Bonetti (11 épisodes)
  - Les Anges du bonheur (1995) : Max Chamberlain (saison 2, épisode 9)

- Treat Williams dans :
  - Voyage au centre de la Terre (1999) : Theodore Lytton (mini-série)
  - Les Experts (2014) : Sam Bishop (saison 14, épisode 22)
  - We Own This City (2022) : Brian Grabler (mini-série)

- William Fichtner dans :
  - Prison Break (2006-2009) : l'agent Alexander Mahone (59 épisodes)
  - Entourage (2009-2011) : Phil Yagoda (13 épisodes)
  - Shooter (2016) : O'Brien (saison 1, épisode 6)

- Mark Harelik dans :
  - Lie to Me (2010) : Mercier (saison 2, épisode 12)
  - Getting On (2013-2015) : Dr Paul Stickley (14 épisodes)
  - The Morning Show (2019-2021) : Richard (4 épisodes)

- Adrian Pasdar dans :
  - Profit (1996-1997) : Jim Profit (8 épisodes)
  - Au-delà du réel : L'aventure continue (1998) : Tanner Brooks (saison 4, épisode 5)

- Joel Murray dans :
  - Dharma et Greg (1997-2002) : Peter James « Pete » Cavanaugh (119 épisodes)
  - Mad Men (2007-2014) : Fred Rumsen (15 épisodes)

- Bruce Davison dans :
  - Les Anges du bonheur (1998) : Jake Weiss (saison 4, épisode 25)
  - Ghost Whisperer (2009-2010) : Josh Bedford (2e voix - 4 épisodes)

- Peter Outerbridge dans :
  - Millennium (1998-1999) : l'agent spécial Barry Baldwin (9 épisodes)
  - Monk (2002) : Trevor McDowell (saison 1, épisode 9)

- Scott Paulin dans :
  - Agence Matrix (2003) : Tom Shelby (saison 1, épisode 8)
  - Ghost Whisperer (2006) : Alan Rowe (saison 1, épisode 14)

- Ed Begley Jr. dans :
  - Jack et Bobby (2004-2005) : Belknap (5 épisodes)
  - Not Dead Yet (2023) : Bill (saison 1, épisode 10)

- Kyle MacLachlan dans :
  - Dernier Recours (2006) : David Swain
  - Surcompensation (2025) : John

- Dan Butler dans :
  - Dr House (2006) : Dr Philip Weber (saison 2, épisode 12)
  - Monk (2007) : Dr Davis Scott (saison 5, épisode 16)

- Nick Chinlund dans :
  - Ghost Whisperer (2006) : Frank Morrison (saison 2, épisode 3)
  - Un flic d'exception (2013) : le capitaine Vincent Madrid (épisode 4)

- Robert Curtis Brown dans :
  - Supernatural (2007) : le Père Gil (saison 3, épisode 4)
  - Les Experts : Vegas (2021) : le shérif-adjoint Cade Wyatt (4 épisodes)

- Patrick St. Esprit dans :
  - The Shield (2007-2008) : Lester (saison 6, épisode 5 et saison 7, épisode 7)
  - S.W.A.T. (depuis 2017) : le commandant Robert Hicks (109 épisodes - en cours)

- Richard Lintern dans :
  - Honest : Braqueurs de père en fils (2008) : Grant Wilkes (épisodes 5 et 6)
  - Hunted (2012) : Hector Stokes (épisodes 5 et 7)

- Paul Rhys dans :
  - Bonekickers (2008) : Edward Laygass (mini-série)
  - Victoria (2016) : Sir John Conroy (3 épisodes)

- Bruce Altman dans :
  - Blue Bloods (2010-2011) : le maire Frank Russo (saison 1)
  - Person of Interest (2013) : Dr Ronald Carmichael (saison 3, épisodes 1 et 3)

- Lars Brygmann dans :
  - Borgen, une femme au pouvoir (2010-2011) : Troels Höxenhaven (7 épisodes)
  - Bankerot (2014-2015) : Gerner (12 épisodes)

- John Getz dans :
  - NCIS : Los Angeles (2013) : le sénateur Lockhart (saison 5, épisode 12)
  - The Last of Us (2023) : Eldelstein (saison 1, épisode 4)

- Campbell Scott dans :
  - Blacklist (2014) : Owen Mallory / Michael Shaw (saison 1, épisode 13)
  - WeCrashed (2022) : Jamie Dimon (mini-série)

- Jim Abele (it) dans :
  - Pretty Little Liars (2014-2015) : Kenneth DiLaurentis (2e voix, saisons 5 et 6)
  - Murder (2017-2018) : Ted Walsh (3 épisodes)

- David Strathairn dans :
  - Blacklist (2015-2016) : Peter Kotsiopulos (12 épisodes)
  - Billions (2017-2019) : Black Jack Foley (9 épisodes)

- Ron Rifkin dans :
  - Limitless (2015-2016) : Dennis Finch (12 épisodes)
  - New Amsterdam (2018-2019) : Dr Dean Fulton (7 épisodes)

- Tony Plana dans :
  - L'Arme fatale (2016-2018) : Ronnie Delgado (7 épisodes)
  - Colony (2017) : Proxy Alcala (4 épisodes)

- James Remar dans : 
  - Black Lightning (2018-2021) : Peter Gambi (en) (58 épisodes)
  - The Rookie : Le Flic de Los Angeles (2021) : Tom Bradford (saison 4, épisode 9)

- Peter Friedman dans :
  - Succession (2018-2023) : Frank Vernon (39 épisodes)
  - La Fabuleuse Madame Maisel (2023) : George Toledano

- 1959-1964 [n 18] : La Quatrième Dimension : le narrateur (Rod Serling) (155 épisodes)
- 1977-1984 / 2013 : Le Renard : Helmut Staufen (Sigmar Solbach (de)) (saison 1, épisode 8), Holger Wendorff (Dieter Schidor) (saison 5, épisode 3), Peter Steinburger (Sven-Eric Bechtolf) (saison 8, épisode 2), Ludwig Huber (Werner Stocker) (saison 8, épisode 5) et Dr Hans-Werner Bartholdi (Bernhard Schütz (de)) (saison 37, épisode 6)
- 1978-1991 : Inspecteur Derrick : Robert van Doom (Peter Fricke (de)) (épisode 45), Rolf Sossner (Peter Fricke (de)) (épisode 63), Ulrich Hossner (Wolf Roth) (épisode 115), Gerhard Limbach (Sky du Mont) (épisode 123), Benno (Pierre Franckh) (épisode 124), Me Strobel (Christian Kohlund) (épisode 131) et Kinser (Richy Müller) (épisode 202)
- 1979 : Shérif, fais-moi peur : Bo Duke (John Schneider) (1re voix, 13 épisodes)
- 1981 : Retour au château : Charles Ryder (Jeremy Irons)
- 1982-1986 : K 2000 : la voiture KITT (William Daniels) (voix) et voix additionnelles
- 1982 : Un cas pour deux : Jochen Esswein (Robert Atzorn) (saison 2, épisode 8 : Drôle d'associé)
- 1983-1987 : L'Agence tous risques : le lieutenant Templeton « Futé » Peck (Dirk Benedict)
- 1984-1986 : Supercopter : Springfellow Hawke (Jan-Michael Vincent)
- 1984 : V : Les Visiteurs : John Langley (Bruce Davison) (saison 2, épisodes 11 et 12)
- 1987 : MacGyver : Paul Donnay (Vernon Wells) (saison 3, épisode 14)
- 1989 : Columbo : Wayne Jennings (Andrew Stevens) (saison 9, épisode 6)
- 1989 : Hercule Poirot : Douglas Gold (Peter Settelen) (saison 1, épisode 6 : Énigme à Rhodes)
- 1991 : Hercule Poirot : David Welmyn (John Vernon) (saison 3, épisode 9 : Christmas Pudding)
- 1992 : Columbo : Harold McCain (Greg Evigan) (saison 12, épisode 1)
- 1993 : New York, police judiciaire : Arthur Tunney (William Carden) (saison 4, épisode 4 :  Le Blues de l'assassin)
- 1995 : Au-delà du réel : L'aventure continue : Dave Stockley (Kim Coates) (saison 1, épisode 1)
- 1996-1999 : Viper : Joe Astor / Michael Payton (James McCaffrey)
- 1997 : New York Police Blues : Michael Zorzi (John Ventimiglia)
- 1999 : Cléopâtre : Jules César (Timothy Dalton) (mini-série)
- 2002 : Preuve à l'appui : Jay Myers (Brian Stokes Mitchell)
- 2002-2003 : Odyssey 5 : Troy Johnson (Jim Codrington)
- 2003 : Preuve à l'appui : Henry Ross (Clayton Rohner) (saison 2, épisode 16)
- 2003 : Siska : Gert Schöning (Thomas Schücke) (saison 6, épisode 4)
- 2004 : Desperate Housewives : l'officier Rick Thompson (Steven Eckholdt) (saison 1, épisode 5)
- 2004 : Division d'élite : Hank Riley (Jon Tenney)
- 2005 : 24 Heures chrono : Henry Powell (Robertson Dean)
- 2006-2008 : Ghost Whisperer : Matthew Mallinson (Henry Czerny) (saison 1, épisode 22) et Gerald Lucas (Cotter Smith) (saison 4, épisode 8)
- 2009 : New York, section criminelle Paul Devildis (David Harbour) (saison 8, épisode 9)
- 2011 : True Blood : Earl Stackhouse (Gary Cole) (saison 4, épisode 1)
- 2011-2013 : Person of Interest : Wernick (Larry Pine) (saison 1, épisode 8), Hector Campos (Gary Perez) (saison 2, épisode 3), Dr Richard Nelson (Dennis Boutsikaris) (saison 2, épisode 20)
- 2013 : Smash : Richard Francis (Jamey Sheridan)
- 2013-2014 : Homeland : Andrew Lockhart (Tracy Letts)
- 2015 : Flynn Carson et les Nouveaux Aventuriers : Prospero (Richard Cox) (4 épisodes)
- 2015 : Le Maître du Haut Château : Homme aux origami (Allan Havey) (saison 1, épisodes 1 à 3)
- 2015-2016 : Between : Charles Lotts Sr. (Stephen Bogaert) (3 épisodes)
- 2015-2018 : American Patriot : Tom Tavner (Terry O'Quinn) (18 épisodes)
- 2015 / 2019 : True Detective : Jacob McCandless (Jon Lindstrom) (saison 2) et Harris James (Scott Shepherd) (saison 3)
- 2016 : Indian Summers : Lord Hawthorne (James Fleet) (4 épisodes)
- 2018 : La Vérité sur l'affaire Harry Quebert : Elijah Stern (Colm Feore)
- 2018-2019 : Flash : Thomas Snow / Icicle (Kyle Secor) (saison 5)
- 2019 : The Widow : Martin Benson (Charles Dance)
- 2019 : The Twilight Zone : La Quatrième Dimension : Rodman Edwards (Dan Carlin) (voix)
- 2019 : Better than Us : un ministre [Qui ?]
- 2019 : The Terror : Henry Nakayama (Shingo Usami) (10 épisodes)
- 2019 : Obsession : le médecin (Philip Bird)
- 2019-2020 : Tell Me a Story : Clay Callaway (Matt Walton) (3 épisodes)
- 2019-2020 : Suburra, la série : le cardinal Fiorenzo Nascari (Alberto Cracco) (13 épisodes)
- 2019-2023 : Warrior : Lymon Merriweather (Andre Jacobs) (6 épisodes)
- 2020 : October Faction : Samuel Allen (Stephen McHattie) (9 épisodes)
- 2020 : Coup pour coup (es) : ? (?) (mini-série)
- 2021 : Fear the Walking Dead : Theodore « Teddy » Maddox (John Glover) (saison 6)
- 2021 : FBI: International : Steve Webb (Fredric Lehne) (saison 1, épisode 3)
- 2021 : Move to Heaven : Kim In-Su (Jeong Dong-Hwan) (épisode 6)
- 2021 : American Crime Story : Plato Cacheris (Warren Sweeney) (saison 3)
- 2021 : Jupiter's Legacy : Chester Sampson (Richard Blackburn) (7 épisodes)
- 2022 : Bosch: Legacy : Halley Lewis (John Savage) (saison 1, épisode 5)
- 2022 : So Help Me Todd (en) : ? (?)
- depuis 2022 : Slow Horses : David Cartwright (Jonathan Pryce)
- depuis 2022 : Star Trek: Strange New Worlds : Hemmer (Bruce Horak (en))
- 2023 : 1923 : ? (?)
- 2023 : Une famille vraiment Loud : Walter Phillipini (Stephen Tobolowsky) (saison 1, épisodes 11 et 12)
- 2024 : Double Piège : Neville Lockwood (Nicholas Farrell) (mini-série)
- 2024 : Le Problème à trois corps : Ranjit Varma (Nitin Ganatra) (saison 1, épisode 3)
- 2024 : The Penguin : Feng Zhao (François Chau) et Dr Ventris (T. Ryder Smith (en)) (mini-série)
- 2025 : Paradise : Bob Woodruff (Bob Woodruff (en))

#### Séries d'animation
- 1977[n 19] : Rémi sans famille : Andy, le capitaine de l'Éclipse (épisode 48)
- 1977-1978[n 20] : Danguard[6] : Bruno
- 1977-1978[n 21] : Grand Prix (en) : le narrateur / le père de Theresa (1er doublage)
- 1978-1979[n 18] : Starzinger : Yann Cougar
- 1979[n 22] : Gordian et la panthère d'acier[7] : le commandant Barry Hawk, Glorias et Gilas (1er doublage)
- 1979-1980[n 22] : King Arthur : Tristan de Léonois (1er doublage)
- 1980-1981[n 22] : Genki, le Champion de Boxe : voix additionnelles (1er doublage)
- 1981 : Tiger Mask II : Yvon
- 1983[n 23] : Biniky le dragon rose : le narrateur
- 1986-1989[n 24] : Saint Seiya : Seiya (1re voix de remplacement, épisodes 29, 33 à 40, 43, 45, 71 et 72), Okko, Dante (épisode 31), Milo (épisode 36) et Dio (épisode 70)
- 1996-2000 : Superman, l'Ange de Metropolis : Jor-El
- 1997-1998 : Les 101 Dalmatiens, la série : Pongo
- 1998-1999 : Hercule : Hadès[n 15]
- 2000 : Les Aventures de Buzz l'Éclair : le roi Nova
- 2001-2002 : Tous en boîte : Hadès
- depuis 2005 : American Dad! : Roger et Klaus
- 2011[n 25] : Archer : George Spelvin (saison 2, épisode 6)
- 2012-2014 : Avatar : La Légende de Korra : Tenzin
- 2013 : Star Wars: The Clone Wars : Wilhuff Tarkin (2e voix, saison 5)
- 2017 : La Garde du Roi lion : Scar
- 2017-2018[n 26] : Mike Judge présente : Les Contes du bus de tournée : voix diverses (épisode 6 à 8)
- 2018-2019 : Sword Gai : The Animation : le professeur
- depuis 2021 : Invincible : Art Rosenbaum[n 27]
- 2023 : Pluto : Dr Tenma
- 2023 : Billy, le hamster cowboy : Jack / Foulafrousse

### Jeux vidéo
- 1994 : Wing Commander III : Cœur de tigre : le colonel Christopher Blair[n 27]
- 1995 : Wing Commander IV : Le Prix de la liberté : le colonel Christopher Blair[n 27]
- 1999 : Disney : Le Retour des méchants : Vas et Peter Pan vieux
- 2000 : Tenchu 2 : Matsunoshin Gohda
- 2001 : Halo: Combat Evolved et Halo: Reach : le capitaine Keyes
- 2002 : Kingdom Hearts : Hadès[n 15]
- 2002 : Star Wars Jedi Knight II: Jedi Outcast : Desann
- 2004 : Killzone : général Vaughton
- 2004 : Spider-Man 2 : Joe Robertson
- 2005 : Jade Empire : Le Ministre de la culture
- 2005 : Kingdom Hearts 2 : Hadès[n 15] et Scar
- 2007 : Mass Effect : Codex et l'assistant du docteur Warren (sur la planète Eden Prime)
- 2008 : Age of Conan: Hyborian Adventures : Ninus, prêtre de Mitra
- 2009 : Batman: Arkham Asylum : Quincy Sharp[n 28]
- 2009 : Uncharted 2: Among Thieves : Karl Schäfer
- 2009 : Assassin's Creed II : Carlo Grimaldi[n 28]
- 2009 : Dragon Age: Origins : voix additionnelles
- 2009 : Jak and Daxter: The Lost Frontier : Tym[n 28]
- 2010 : Alan Wake : Dr Nelson
- 2010 : Heavy Rain : Adrian Baker (le doc), le majordome et le réceptionniste
- 2010 : Mass Effect 2 : Codex, amiral Han'Gerrel Vas Neema et Rael'Zorah vas Alarei
- 2010 : The Kore Gang (en) : Dr Samuelson
- 2011 : Batman: Arkham City : Quincy Sharp
- 2011 : Dungeon Siege III : Marten Guiscard
- 2011 : The Witcher 2: Assassins of Kings : le narrateur lors de la cinématique de description des sorceleurs
- 2012 : Dishonored : Wallace Higgins et des voix additionnelles[n 28]
- 2012 : Forza Horizon : voix off (radio)
- 2012 : Les Royaumes d'Amalur : Reckoning : plusieurs PNJ
- 2012 : Mass Effect 3 : Codex et l'amiral Han'Gerrel Vas Neema
- 2013 : Batman: Arkham Origins : Quincy Sharp
- 2014 : Dragon Age: Inquisition : le maire du village de Boscret
- 2015 : Fallout 4 : le narrateur vault-tec[n 28]
- 2015 : Lego Dimensions : KITT et KARR
- 2016 : Final Fantasy XV : voix additionnelles[n 28]
- 2019 : Tom Clancy's The Division 2 : le président Ellis[n 28]
- 2025 : L'Amerzone : Le Testament de l'explorateur : David Mackowski

## Voix off

### Documentaires
- 2006 : Les Somnambules, diffusé sur Arte
- 2006 : La Civilisation engloutie, diffusé sur Arte
- 2007 : 1983, au bord de l'apocalypse, diffusé sur Arte
- 2008 : Fractales, la recherche de la dimension cachée, diffusé sur Arte le 12 janvier 2013
- 2009 : Cyclades du Sud : bleu, blanc, noir, diffusé sur Arte le 11 mai 2014
- 2010 : Terres indiennes, diffusé sur Arte
- 2012 : Bad 25, diffusé sur Arte le 22 juin 2014
- 2013 : Architectures : L'Opéra Garnier, diffusé sur Arte
- 2013 : Star Wars, la Guerre des Étoiles Documentaires
- 2013-2017 : Curiosités animales : David Attenborough
- 2015 : La Terre perd le nord, diffusé sur France 5 le 24 août 2016
- 2016-2017 : Je ne devrais pas être en vie, diffusé sur France 5 le 25 août 2017
- 2017 : Portés disparus (Mysteries of the Missing) sur le service de streaming Max

### Publicités
- Danacol
- E.Leclerc
- Opel
- Skoda
- Intermarché
- Ariel 3 en 1, etc.

### Livres audio
- Créance de sang, roman policier de Michael Connelly
- Le Monde d'hier : Journal d'un européen, roman de Stefan Zweig, diffusé sur France Culture en 2015

### Attraction
- The Twilight Zone Tower of Terror au parc Walt Disney Studios : voix française du narrateur (Rod Serling en VO).

### Autres
- Disney Fastoche : narration